# 永尾光一
永尾 光一（ながお こういち、1960年〈昭和35年〉 ）は、日本の泌尿器科医、医療法人社団マイクロ会理事長、銀座リプロ外科院長、東邦大学名誉教授。
マイクロサージャリーを専門とした男性不妊領域での治療を得意とし、より早く・低侵襲で確実な治療を目指し、快適・安全な日帰り手術を行う。日本泌尿器科学会専門医・指導医、日本生殖医学会生殖医療専門医・指導医、日本形成外科学会専門医を取得し、陰茎形成手術や陰茎プロステーシス手術を多数手がける。銀座リプロ外科と連携し、長年培った技術を提供している。

## 略歴
出典:
昭和大学で形成外科学を8年間専攻。昭和大学医学部形成外科学講座助手、東邦大学医学部泌尿器科学第一講座助手、博慈会記念総合病院泌尿器科部長等を経て、1997年より東邦大学医学部泌尿器科学第一講座講師。両方の診療科部長を経験し、2つの基本領域専門医を取得。
日本性機能学会評議員・専門医制度事務局長、日本不妊学会評議員、日本におけるバイアグラの臨床試験を担当。

### 年表
- 1984年〈昭和59年〉- 昭和大学医学部形成外科　学講座研修医
- 1988年〈昭和63年〉- 昭和大学大学院医学研究科　卒業
- 1990年〈平成2年〉- 昭和大学医学部　助手（形成外科学講座）
- 1990年〈平成2年〉- 川崎病院形成外科　部長
- 1992年〈平成4年〉- 東邦大学医学部助手（泌尿器科学講座）
- 1997年〈平成9年〉- 東邦大学医学部　講師（泌尿器科学講座）
- 1997年〈平成9年〉- 博慈会記念総合病院泌尿器科　部長
- 1999年〈平成11年〉- 東邦大学医学部　講師（泌尿器科学講座）
- 2006年〈平成18年〉- カリフォルニア大学サンフランシスコ校　留学
- 2007年〈平成19年〉- 東邦大学医学部　准教授（泌尿器科学講座）、（東邦大学大森病院リプロダクションセンターおよび小児泌尿器科担当）
- 2007年〈平成19年〉- 北京大学　客員教授
- 2009年〈平成21年10月〉- 東邦大学　医学部教授（泌尿器科学講座）
- 2010年〈平成22年4月〉- 東邦大学大森病院リプロダクションセンター長

## 所属学会
- 日本性機能学会 理事長
- 日本生殖医学会 副理事長
- 日本生殖医学会生殖医療従事者資格制度委員会委員長（2018-2020年）
- NPO法人 男性不妊ドクターズ 理事長
- 日本泌尿器科学会 内分泌生殖性機能領域 部会長（2015-2019年）
- 日本泌尿器科学会　生殖部会委員（2021-現在）
- 日本泌尿器科学会　教育委員会委員（2015－現在）
- 日本アンドロロジー学会 理事
- 日本メンズヘルス医学会 理事
- 日本思春期学会 常務理事
- アジアパシフィック性機能学会 理事長
- 日本マイクロサージャリー学会

## 専門医・指導医
- 日本形成外科学会　専門医
- 日本泌尿器科学会　専門医・指導医
- 日本生殖医学会生殖医療　専門医・指導医

## 編集委員会
- 生殖医療ガイドライン2021　評価委員会委員
- 生殖医療の必修知識2020　制作委員会委員
- 小児・思春期・若年がん患者の妊孕性温存に関する診療ガイドライン2017　作製委員
- Reproductive Medicine and Biology 元編集委員
- 日本生殖医学会雑誌　元編集委員長
- Adolescentology 元編集委員

## 受賞歴
- 2003年　日本生殖医学会（旧日本不妊学会）学術奨励賞（第20031号）
- 2004年　林　基之賞（東邦医発第16－215号）

## 人物
- 趣味はサッカー・野球観戦[5]

## 著書

### 一般向け著書
- 正しいバイアグラ（小学館文庫、1999/7）
- 勃起不全治療現場からの報告 こうすれば、インポは治る, 元気がでるクスリ（別冊宝島編集部編）（宝島社、2000/12）
- EDは治療で治る病気（医学芸術社、2001/4）
- ED 検査・診断・バイアグラによる治療の実際（保健同人社、2001/11）
- 専門医がやさしく教えるED（PHP研究所、2002/1）
- 新健康教育シリーズ 男の子の体と性の悩み 正常から病気まで（少年写真新聞社、2002/7）
- 性機能外来頭痛外来から女性外来まで人気専門外来を知るガイド．専門外来編集委員会（三省堂、2004）
- 精巣・精巣上体の病気, 家庭の医学事典（三省堂、2005）
- 前立腺の病気, 家庭の医学事典（三省堂、2005）
- 陰茎の病気, 家庭の医学事典（三省堂、2005）
- 性機能障害, 家庭の医学事典（三省堂、2005）
- 性について. がんを生き抜く実践プログラム,初版第１刷,NHKがんサポートキャンペーン事務局（NHK出版、2006/1）
- 症状と所見ー女性更年期障害との比較. 男の更年期 よくわかる診断と治療,初版第１刷,奥山明彦 編（昭和堂、2006/3）
- 男性不妊・性機能障害,迷ったときの医者選び首都圏,初版第１刷,伊波達也 編（南々社、2006/4）
- 医療最前線を追う ED治療，セルフメディケーション自分で健康を守る100の知恵（日経BP社、2007/7）

### 専門著書
- 心身症における抗不安薬の有用性 泌尿器科、各科領域における抗不安薬の選び方・使い方（筒井末春編)（医薬ジャーナル社、1996）
- 陰茎プロステ−シス移植術－インフレ−タブル型プロステ−シス．性機能障害（白井將文監、三浦一陽・石井延久編）（南山堂、1998）
- 泌尿器・男性性器疾患、インポテンス. セコム漢方症例情報検索システム「治療指針」. コンピューター情報（セコム漢方システム株式会社、1998）
- インポテンスに対する薬剤の海綿体内注入療法. 泌尿器科診療Q＆A（六法出版社、1999/4）
- 中枢神経障害によるインポテンス.泌尿器科診療Q＆A（六法出版社、1999/4）
- シルデナフィル治療の実際、EDワークショップ-循環器編（Excerpta Medica、1999/10）
- インポテンス−先天性陰茎湾曲症とペロニ−病、新図説臨床泌尿器科学講座 第４巻 内分泌疾患、性機能障害（吉田修監、小柳知彦・村井勝・大島伸一編）（メジカルビュー社、1999/12）
- 治療第三選択 プロステーシス（局所麻酔、日帰り手術）、泌尿器科外来シリーズ6 Erectile Dysfunction外来（吉田修監、内藤誠二編）（メジカルビュー社、2000/3）
- 先天性陰茎湾曲症、ペロニ−病、泌尿器科外来シリーズ6 Erectile Dysfunction外来（吉田修監、内藤誠二編）（メジカルビュー社、2000/3）
- 日常診療のための泌尿器科診断学7 勃起障害(ED)の検査（住友製薬、2001/1）
- 精路顕微鏡手術器具と基本手技、Urologic Surgeryシリーズ7 男性不妊症と陰茎・陰嚢の手術（並木幹夫、松田公志編）（メジカルビュー社、2001/3）
- 不妊夫婦へのセクシャルカウンセリング, 不妊カウンセリングマニュアル（久保春海編）（メジカルビュー社、2001/5）
- 性機能障害、研修ノートNo.67 不妊のケア（日本産婦人科医会、2001/12）
- 男性不妊患者での使用経験、EDの薬物処方マニュアル（木元康介編）（メジカルビュー社、2002/2）
- 泌尿器系、OSCE対策のための内科診断500問（佐地 勉監訳）（メジカルビュー社、2002/4）

- バイアグラの臨床効果および副作用、バイアグラ処方の新しい展望（石井延久監、塚本泰司・篠山重威・永尾光一・石蔵文信編）（メディカルレビュー社、2002/4）
- 勃起機能検査装置, 医療機器事典（産業調査会、2002/12）
- 男性機能治療用具, 医療機器事典（産業調査会、2002/12）
- ハリソン内科学準拠問題集（佐地 勉監訳）（メジカルビュー社、2003/4）
- 精子採取法、薬物による射精誘発法、新しい生殖医療技術のガイドライン改訂第2版（日本不妊学会編）（金原出版、2003/10）
- 精子採取法、バイブレーター法による精液の採取法、新しい生殖医療技術のガイドライン改訂第2版（日本不妊学会編）（金原出版、2003/10）
- 勃起障害Erectile Dysfunction(ED)の新しい治療法, 先端医療シリーズ24 ・泌尿器科 泌尿器疾患の最新医療（吉田修・東間紘・村井勝 編）（先端医療技術研究所、2003/10）
- 単純性腎嚢胞．講議録腎臓学木村健二郎・富野康日己 編（メジカルビュー社、2004）
- 多発性嚢胞腎．講議録腎臓学木村健二郎・富野康日己 編（メジカルビュー社、2004）
- 海綿腎．講議録腎臓学, 木村健二郎・富野康日己 編（メジカルビュー社、2004）
- 馬蹄鉄腎．講議録 腎臓学, 木村健二郎・富野康日己 編（メジカルビュー社、2004）
- 先天性水腎症．講議録 腎臓学, 木村健二郎・富野康日己 編（メジカルビュー社、2004）
- 重複腎盂尿管．講議録 腎臓学, 木村健二郎・富野康日己 編（メジカルビュー社、2004）
- 重複腎盂尿管．講議録 腎臓学, 木村健二郎・富野康日己 編（メジカルビュー社、2004）
- 特殊な管理を要する糖尿病治療 勃起障害糖尿病の療養指導2005. 1版,日本糖尿病学会 編（診断と治療社、2005/9）

- 性生活のカウンセリング. コメディカルARTマニュアル,初版第１刷,森 崇英・久保春海・高橋克彦 編（永井書店、2006/3）
- 腫瘍学ハリソン内科学準拠問題集,第2版第1刷,チャールズ・M・ウイーナー 編,佐地 勉 監訳（メジカルビュー社、2006/4）
- ED治療の最新ガイドライン、泌尿器疾患治療の新しいストラテジー（メジカルビュー社、2007/2）
- 勃起障害、男性不妊症の臨床（メジカルビュー社、2007/3）
- ペロニー病、男性更年期障害（南山堂、2007/3）
- 勃起障害の侵襲的治療、第6章「内分泌・生殖機能・性機能」性機能障害の診断と治療、 Educational Courses of JUA12(1)（日本泌尿器科学会、2006）
- ED診療ガイドライン（Blackwell Publishing、2008/1）

### 学位指導論文
- 順行性内精静脈造影による精索静脈瘤の検討（日本不妊学会雑誌、1997）
- 新しい簡易勃起診断装置の試作（IMPOTENCE、1998/12）
- New plication technique for the treatment of congenital penile curvature（Reproductive Medicine and Biology、2005/12）

### 論文
- 植皮片下に遺残した刺青に対する一工夫（日本美容外科学会報、1988）
- 耳介長軸と鼻梁線のなす角度ー撮影方向による変化についてー（昭和医学会誌、1990）
- 局所麻酔下ペニールプロステーシス手術（IMPOTENCE、1993）
- 機能性インポテンスと器質性インポテンスにおける心理テストの分析（IMPOTENCE、1994）
- 振動覚測定器による陰茎末梢神経検査（IMPOTENCE、1994）
- インポテンスの薬剤療法の現況（Sexual Science、1994）
- ストレスと勃起（IMPOTENCE、1995）
- インポテンスの漢方治療の効果−漢方処方の使い分けによる検討（UROLOGY AND KAMPO、1995）
- 心身症における抗不安薬の有用性．泌尿器科（医薬ジャ−ナル、1995）
- 新しい振動覚計による陰茎末梢神経検査（日本アンドロロジー学会記事、1995）
- 泌尿器科疾患に潜むデプレッション（心身医療、1995）
- ストレスと男子性機能（ホルモンと臨床、1995）
- 二次性インポテンス患者と一般男性の性歴調査（IMPOTENCE、1996）
- Arterial high flow priapismに対する片側選択的総陰茎動脈塞栓術（IMPOTENCE、1996）
- 一般男性の性歴調査（思春期学、1997）
- 男性性機能の調節（日本臨床、1997）
- 陰茎海綿体内圧測定および造影（腎と透析（臨時増刊号）、1997）
- インポテンスに対するツムラ補中益気湯の臨床効果ー証を明らかにした症例における検討ー（Nikkei Medical、1998）
- 特集 閉塞性無精子症の外科的治療−精巣上体管精管吻合術（泌尿器外科、1998）
- インポテンス治療薬 sildenafil citrate の概要（日本医事新報、1998/7）
- 先天性陰茎弯曲症の治療経験（IMPOTENCE、1998）
- News＆Trend 解説バイアグラ（治療、1999）
- Erectile dysfunction (ED)治療薬バイアグラの有効性と安全性（Diabetes Journal（糖尿病と代謝）、1999）
- バイアグラ時代における勃起障害 プリアピズム、先天性陰茎弯曲症およびペロニー病（臨床と研究、1999）
- 男性性機能障害診療の最前線 Penile prosthesis挿入法の適応と手術のコツ（臨床成人病、1999）
- 泌尿器と自律神経機能 勃起障害Erectile dysfunction (ED)の治療（自律神経、1999）
- 勃起障害-21世紀への対応 薬物療法（クリニカ、1999/7）
- EDの正しい診断法 概説 病歴のとり方，IIEFの解説及び効果判定法，バイアグラ処方の検査（泌尿器外科、1999/9）
- バイアグラの正しい知識 バイアグラが無効の症例およびバイアグラが使えない症例に対する治療法 陰茎形成術-先天性陰茎弯曲症およびペロニー病に対する手術（Modern Physician、1999/9）
- バイアグラの正しい知識 バイアグラが無効の症例およびバイアグラが使えない症例に対する治療法 陰茎プロステーシス移植手術 局所麻酔、日帰り手術の実際（Modern Physician、1999/ 9）
- 周産期感染症’99 産科からみた周産期感染症 精液中の細菌（周産期医学、1999/10）
- 性機能障害の臨床 プライマリケアの立場から クエン酸シルデナフィルの併用禁忌、併用注意（臨床と薬物治療、1999/10）
- 勃起障害と性的不全治療薬-専門医の立場から-（薬局、1999/11）
- 泌尿器科 シルデナフィル使用不可・無効の勃起障害例への対応（日本医事新報、1999/12）
- アンドロロジーの最近の進歩- 勃起障害（臨床泌尿器科、1999/12）
- 泌尿器科 トラゾドン・シルデナフィルの相互作用と持続勃起症への対応（日本医事新報、2000/1）
- 専門外来の実際 性機能外来（臨泌、2000/3）
- 総説：脊椎脊髄手術後の性機能障害治療の現状（脊椎脊髄、2000/4）
- One-day penile prosthesis surgery by penile block（Int J Urol、2000/5）
- ライフスタイル改善薬 勃起障害治療薬 シルデナフィルの使用状況とその評価（臨床と研究、2000/6）
- 泌尿器科 シルデナフィルの処方禁忌・使用上の注意（日本医事新報、2000/8）
- ED診療における留意点（MEDICAMENT NEWS、2000/10）
- 勃起障害(ED)の診断と治療（医薬ジャーナル、2000/10）
- ED診察の実際（毎日ライフ、2000/10）
- 精力減退・ED(勃起障害)（健康づくり、2001/3）
- バイアグラをめぐる誤解や偏見（Sexual Science online、2001/5）
- 性機能障害の診断と治療ー泌尿器科医の立場から，特集 プライマリ・ケアにおける性をめぐる問題（JIM、2001/8）
- 男子更年期の医学的問題点、泌尿器科の立場から（ホルモンと臨床、2001/9）
- ED治療の現状 バイアグラによるED治療の現状（泌外、2001/10）
- 勃起障害(ED)に対する陰圧式陰茎勃起補助具(型式EVD-X)の臨床試験（日性会誌、2001/12）
- 勃起障害，特集 男子生殖系疾患の診断基準・治療のガイドラインUPDATE（ホと臨床、2002/1）
- 包茎について，思春期外来-泌尿器科を訪れる子供たちの健康（保健ニュース、2002/1）
- 射精について，思春期外来-泌尿器科を訪れる子供たちの健康（保健ニュース、2002/1）
- 射精障害について，思春期外来-泌尿器科を訪れる子供たちの健康（保健ニュース、2002/1）
- 思春期と泌尿器疾患，特集 これからの思春期ケア（産婦人科治療、2002/2）
- 性欲低下と快感（オーガズム）低下について，思春期外来-泌尿器科を訪れる子供たちの健康（保健ニュース、2002/2）
- 勃起障害について，思春期外来-泌尿器科を訪れる子供たちの健康（保健ニュース、2002/2）
- 勃起障害の診断と治療について，思春期外来-泌尿器科を訪れる子供たちの健康（保健ニュース、2002/2）
- Measurement of intracavernosal catecholamine during a prostaglandin E1 test（Reprod Med Biol、2002/3;）
- セックスレス・ED，健康生活相談室（笑顔、2002/3）
- 男性不妊症の検査と診断法，特集 男性不妊症患者を支えるケア（Urological Nursing、2002/3）
- 10代の性機能外来の現状，思春期外来-泌尿器科を訪れる子供たちの健康（保健ニュース、2002/3）
- 先天性陰茎湾曲症、陰茎短縮について，思春期外来-泌尿器科を訪れる子供たちの健康（保健ニュース、2002/3）
- 男子性器発育不全について，思春期外来-泌尿器科を訪れる子供たちの健康（保健ニュース、2002/4）
- 尿道下裂、停留精巣、精巣捻転症、精巣欠損、精索静脈瘤について，思春期外来-泌尿器科を訪れる子供たちの健康（保健ニュース、2002/4）
- 性感染症・避妊について，思春期外来-泌尿器科を訪れる子供たちの健康（保健ニュース、2002/4）
- ICIの手技と注意点，特集 陰茎海綿体注射(ICI)の臨床応用（泌外、2002/4）
- Sexual Dysfunction（泌外、2002/5）
- Sildenafil の禁忌、無効または使用を希望しないED患者への治療法，ED-経口ED治療薬出現以降の進展（医学のあゆみ、2002/5）
- 末梢神経機能検査 陰茎振動覚, 男性性機能不全（日本臨床、2002/6）
- 陰茎短縮, 男性性機能不全（日本臨床、2002/6）
- 早漏, 男性性機能不全（日本臨床、2002/6）
- 勃起障害ErectileDysfunction(ED)の新しい治療法，特集 2001不妊医療トピックス（産婦人科の世界、2002/6）
- 鑑別と治療・器質性勃起障害（内分泌代謝障害を含む），特集 男子生殖器系疾患診療のクリニカルパス（ホと臨、2002/6）
- 視聴覚的性刺激テスト, 男性性機能不全（日本臨床、2002/6）
- 陰茎海綿体内圧測定と陰茎海綿体造影, 男性性機能不全（日本臨床、2002/6）
- 先天性陰茎彎曲症, 男性性機能不全（日本臨床、2002/6）
- Peyronie（ペロニー）病, 男性性機能不全（日本臨床、2002/6）
- 尿道下裂, 男性性機能不全（日本臨床、2002/6）
- クエン酸シルデナフィルの使用経験, 男性性機能不全（日本臨床、2002/6）
- 遅漏, 男性性機能不全（日本臨床、2002/6）
- 性機能障害（診断と治療、2002/7）
- 性機能調査表, ED診療の手順（日性会誌、2002/7）
- 簡易勃起機能評価表および勃起機能アンケート, ED診療の手順（日性会誌、2002/7）
- 精管再建医療，特集 周産期にみられる異常に対する修復・創生・再建医療（周産期医学、2002/9）
- 勃起障害の診察, 特集 総合診療医・家庭医のための勃起障害（ED）対応マニュアル（治療、2002/11）
- 精管の吻合，特集 私の行っている縫合と吻合の手技（臨床泌尿器科、2002/12）
- 早漏への選択的セロトニン再取り込み阻害薬(selective serotonin reuptake inhibitor; SSRI)の使用（日本医事新報、2003/1）
- 性機能障害，特集 泌尿器科領域の薬の使い方（クリニカ、2003/1）
- 男性性機能障害の最近の動向（泌尿器外科、2003/4）
- 勃起障害(ED)治療の現在（からだの科学、2003/5）
- EDよる男性不妊症（ED Practice(メディカルレビュー社）、2003/11）
- Phosphodiesterase type 5 (PDE5)阻害薬普及後の陰茎海綿体注射の現況ー最近3年間の報告例ー（日性会誌、2003/12）
- 日本医師会生涯教育講座、ED治療の最前線ー外科的治療のストラテジー（東京都医師会雑誌、2003/12）
- 泌尿器疾患と性の相談（現代のエスプリ（至文堂）、2004/1）
- 勃起不全治療薬ー最近のトピックス（医学のあゆみ、2004/1）
- 勃起不全薬バルデナフィルの作用機序・効果（日本医事新報、2004/1）
- 勃起障害の外科的治療（泌尿器外科、2004）
- Aging Maleの性機能（Urology View、2004/2）
- ペロニー病 Peyronie's disease, 男性更年期障害に気をつけたい泌尿器疾患（Modern Physician、2004/3）
- 糖尿病合併のペロニー病患者に対する静脈移植例（Modern Physician、2004/3）
- 泌尿器科の立場からみた男性更年期（心療内科8（3）、2004）
- Safety and efficacy of vardenafil in patients with erectile dysfunction（Result of a bridging study in Japan. Int J Urol、2004）
- 男性更年期と性機能ーADAM、PADAMとART（ストレスと臨床、2004）
- 男性更年期障害（泌尿器外科、2004）
- 勃起不全治療薬ーバルデナフィル（Medical Q、2004）
- 新たな勃起不全治療薬レビトラ錠（塩酸バルデナフィル）の概要（ED Practice、2004）
- EDと鍼灸治療、現代医学によるEDの診断と治療（医道の日本、2004）
- 勃起障害の外科的治療・その他の性機能障害（Educational Courses of JUA、2004）
- 勃起障害Erectile Dysfunction(ED)診療の実際（横須賀市医師会報、2005）
- EDに対する外科的治療—陰茎形成術、血管手術、陰茎プロステーシス手術（ED Practice、2005）
- 外傷後陰茎硬化症（ペロニー病）に対する治療（日本医事新報、2005）
- ED-性機能障害（勃起障害）, 家族が守るお父さんの健康（週刊朝日増刊109（53）、2004）
- 陰茎形成術・血管手術・陰茎プロステーシス手術（暮しと健康、2004）
- くらし健康 からだの質問箱、前立腺肥大症の薬で便秘？（読売新聞、2005/4）
- エディトリアル・インタビュー 女性の性、その姿ー「二人が幸せ」になるために さかもと未明（漫画家）（ED Practice、2005）
- 日本性機能学会第15回学術総会・西部学術総会のトピックス（ED Practice、2005/5）
- 学会好事 11th World Congress of the International Society for Sexual and Impotence Research (ISSIR)（Urology Today、2005/6）
- 勃起障害ED治療ー1st choice・2nd choiceー（高崎医学、2005/7）
- 陰茎海綿体の解剖と勃起のメカニズム（日本平滑筋学会機関誌、2005/8）
- 治療法紹介 薬物療法 勃起障害 塩酸バルデナフィルを用いた症例（排尿障害プラクティス、2005/9）
- ED QUESTION ＆ ANSWER ED治療薬を飲むと、その気になってくるものですか？（ED Practice、2005/10）
- 「よりよい性生活」に関する意識調査（診療と新薬、2005/11）
- EDは生活習慣病の危険信号（健康のひろば、2005/12）
- 特集アンドロロジー診療の基本と進歩 EDの外科的治療（Urology View、2005/12）
- 特集EDを考える、新しいED(または性障害）の治療薬（Clinical Practice、2005/12）
- 糖尿病合併症マネージメント、糖尿病と性機能障害（診断と治療、2006 1）
- 勃起障害, 病気と薬の説明ガイド2006（薬局、2006/3）
- ED（勃起障害）を訴える患者が来たら（診断と治療、2006/4）
- ED（勃起障害）を訴える患者が来たら（診断と治療、2006/4）
- 生検法【精巣生検】－精巣生検の適応、方法、合併症について教えてください（臨泌、2006/4）
- ED Question & Answer ＥＤ治療薬を飲むと、その気になってくるものですか？（ED Practice（合本シリーズ）、2006/11）
- Efficacy and safety of Tadalafil 5, 10, and 20 mg in Japanese men with erectile dysfunction：Results of a multicenter, randomized, double-blind, placebo-controlled study（Urology、2006．10）
- Vardenafil 20-mg demonstrated superior efficacy to 10-mg in Japanese men with diabetes mellitus suffering from erectile dysfunction（Int J Urol、2006）
- 陰茎彎曲症に対し自己矯正を試み陰茎折症を発症した2例（泌尿器外科、2007/3）
- 専門医が行うED患者の検査，特集プライマリケアでEDを診る（Prog．Med、2007/5）
- 男性更年期障害への理解—パートナーとの良い係わりのためにー（更年期と加齢のヘルスケア、2007/6）
- PDE5阻害薬無効例に対するED治療，特集 EDと生活習慣病の科学（Urology View、2007/8）
- 精索静脈瘤手術（臨泌、2007/11）
- 話題の病気 ED（暮らしと健康、2008 1）
- クエン酸シルデナフィル処方時に必要な検査（日本医事新報、2007/12）
- Sexual activity in normal married couples in Japan：Investigation by Questionnaire（Repro Med Biol、2007/6）
- Epigenetics in assisted reproductive technology（Repro Med Biol、2007/6）
- Cushing syndrome associated with prostatic tumor adrenocorticotropic hormone (ACTH) expression after maximal androgen blockade therapy（Int J Urol、2007/5）
- The participation of adenosine receptors in the adenosine 5’-triphosphate-induced relaxation in the isolated rabbit corpus cavernosum penis（Int J Urol、2007/8）
- 先天性陰茎彎曲症ｆｆ男性不妊症の原因となる思春期からの問題点（思春期学、2007/9）
- 女性を対象とした「よりよい性生活」に関する意識調査（日性会誌、2007/12）
- 女性を対象とした「よりよい性生活」に関する意識調査（日性会誌、2007/12）
- 糖尿病を有する日本人勃起障害患者を対象とした第Ⅲ相臨床試験におけるバルデナフィルの臨床効果と安全性（日性会誌、2007/12）

### 新聞
- くらし健康 からだの質問箱、前立腺肥大症の薬で便秘？（読売新聞26、2005年4月17日）
- くらし健康 からだの質問箱、糖尿病でED、精液でない（読売新聞26、2005年10月16日）
- ED治療、夫婦で考えて（日経新聞夕刊、2005年10月18日）
- いきいき生活、30－40代のED（毎日新聞11、2005年11月18日）
- 男性不妊の原因と治療，患者を生きる 男性不妊情報編（朝日新聞、2007年3月18日）
- 男の子の体と性の悩み，どうする？子どもの性教育（Fuji Sankei Business i27、2007年3月30日）
- 男性 手術後に機能回復，性生活をあきらめないで がん治療後の選択肢様々（朝日新聞33、2007年4月1日）
- 性生活④ 注射の効果6年で薄れる、患者を生きる 糖尿病（朝日新聞23、2007年5月25日）
- 性生活⑤ 手術受け、生きる意欲再び、患者を生きる 糖尿病（朝日新聞29、2007年5月26日）
- 糖尿病によるED 情報編 心当たりあればすぐ受診を、患者を生きる 糖尿病（朝日新聞31、2007年5月27日）
- 検証 55歳からの性  セックス健康法.　女は男を「におい」でかぎ分ける（2015年3月17日、夕刊フジ）
- 検証 55歳からの性  セックス健康法.　マンネリ・手抜きは性嫌悪のもと（2015年3月24日、夕刊フジ）
- どうしました.　陰茎にできた硬いしこり（2015年3月24日、朝日新聞）
- 紙上診察室.　包茎手術後に痛み（2015年4月14日、東京新聞）
- 週末特報.　『高齢初産』支える不妊治療　半数は『男に問題』知っているようで知らない妊活のすべて（2015年7月20日、日刊ゲンダイ）
- 生活　患者を生きる.　妊娠・出産　男性の妊活⑤情報編 　不妊の半数 男性に原因（2017年12月1日、朝日新聞）
- 月～金 読んで備える. ED治療最前線　"最後の手段"陰茎プロステーシス手術（2017年12月1日、夕刊フジ）
- 健康ワイド特集　人生100年時代を支える注目の医療.　若い女性にお勧め「永尾法」なら手術後のセックストラブル、合併症なし」（2018年5月22日、日刊ゲンダイ）
- 注目連載　ここまできた　男性不妊治療（2021年1月5日～2021年03月6日、夕刊フジ）
- （広告）不妊の原因は男性側にあるかも?!　夫婦で一緒に不妊治療を始めましょう！（2021年1月25日、読売新聞）
- くらしナビ-医療- きょうのセカンドオピニオン.　精索静脈瘤  手術必要？思春期まで待って判断可能（2021年3月17日、毎日新聞）
- 必読  男性も不妊治療.　関係ないと思っていませんか？  男性不妊/治療（2021年4月13日、夕刊フジ）

### 映画、ビデオ
- 不妊治療ーMESA,TESE とICSI，(ビデオ 15min15sec)（日本泌尿器科学会、1997）
- ペニールブロックによる陰茎プロステーシス手術(20min)（メディカル情報センター、1998年4月1日）
- 閉塞性無精子症の診断(20min)（メディカル情報センター、1998年10月1日）
- 教育シリーズ Erectile dysfunction(ED)の診断と治療(19min33sec)（日本泌尿器科学会（ビデオ）、1999年10月1日）
- 医療に関する音声エッセイ バイアグラ処方のための健康チェック(3min)（イーメッドジャパン（インターネット音声情報）、2000年6月1日）
- 陰茎プロステーシス(22min30sec)（メディカル情報センター（ビデオ）、2000年10月1日）
- ED治療の最前線ー外科的ストラテジーー、平成15年度東京都医師会主催、日本医師会生涯教育講座（特別講演）39min（ケアネットTVメディカルチャンネル（スカイパーフェクトTV 772ch）、2003/9/8/19:40）
- 総評ビデオ「EDの外科的治療（陰茎形成術・血管手術）」22min25sec（video journal of JUA Vol.9 No.3 (日本泌尿器科学会企画監修）、2003年7月1日）
- 勃起不全治療薬ーバルデナフィル「スズケンDIアワー」（オーディオ11min30sec）（ラジオNIKKEI（日経ラジオ社）、2004）
- 勃起不全治療薬ーバルデナフィル「スズケンDIアワー」（ビデオ11min30sec）（BSラジオNIKKEI（ビーエスコミュニケーションズ）、2004）
- カラフルブーケ（文化放送、2023年2月11日）
- ハマビジ！（ラジオ日本、2023年3月8日）

### 特別講演、シンポジスト
- 形成外科・マイクロサ−ジャリ−について（八女筑後医師会例会（特別講演）、1988/9）
- 『性機能障害の診断』.Erectiometerについての検討（第4回日本インポテンス学会（[[サテライトシンポジウム）、1993年10月1日）
- 思春期相談について（藤沢市役所（特別講演）、1996年2月1日）
- ケ−ススタディ2.『インポテンス』 静脈手術後の陰茎プロステ−シス手術（第84回日本泌尿器科学会総会（パネル）、1996年4月1日）
- ケ−ススタディ2.『インポテンス』 直腸癌手術後の性機能（第84回日本泌尿器科学会総会（パネル）、1996年4月1日）
- 陰茎プロステ−シスの日帰り手術（第７回日本性機能学会総会（ビデオシンポジウム）、1996年9月1日）
- Treatment of organic impotence with an external vacuum device（30th World Congress of the International College of Surgeons(Symposium)、1996/11）
- インポテンス診断の現状.プロスタグランディンE1 テスト（結果の解析と再現性）（第 8回日本性機能学会総会（シンポジウム）、1997年10月1日）
- 不妊の外科的治療.精管精管吻合術、精管精巣上体管吻合術（第42回日本不妊学会総会（ビデオシンポジウム）、1997/11）
- 男性性機能障害（第11回群馬ストーマリハビリテ−ション研究会（特別講演）、1998/3）
- インポテンスの外科療法.ペニールブロックによる陰茎プロステーシス手術（第86回日本泌尿器科学会総会（シンポジウム）、1998/4）
- インポテンスに対する画像診断的アプローチ. 動脈造影法（第9回日本性機能学会総会（シンポジウム）、1998年7月1日）
- 性機能障害の最新の話題（千葉市医師会内科医会第100回千葉内科懇話会（特別講演）、1998/10）
- バキュームディバイス療法・手術療法（ドクターセミナー男性の性機能障害（特別講演）、1998/10）
- 男性性機能障害の診断と治療（第2回東京生殖医療懇談会（特別講演）、1998/11）
- 顕微鏡手術の基本手技と精管精管吻合術.（1）顕微鏡手術の基本手技（第3回男性不妊症手術手技フォーラム（特別講演）、1998/11）
- 閉塞性無精子症の外科的対応. 閉塞性無精子症の診断（第43回日本不妊学会総会（ワークショップ2）、1998/11）
- 泌尿器と自律神経機能. 勃起不全の治療（第51回日本自律神経学会総会（シンポジウム）、1998/11）
- EDの診断と治療（第3回メイト会学術担当者医薬学講座（特別講演）、1999/2）
- ED（勃起不全）の最近の診断と治療（江東区医師会学術講演会（特別講演）、1999/2）
- ED（勃起不全）の最近の診断と治療（江東区医師会学術講演会（特別講演）、1999/2）
- 勃起障害ー21世紀へ向けての提言ー 治療Ⅱ（第9回日本性機能学会東部地方会（パネル）、1999/2）
- EDの診断と治療（平成11年第2回東京都薬剤師会地区研修会（特別講演）、1999/3）
- セクシャリティへの支援を考える- 男性の性とバイアグラ（第25回全国助産婦教育協議会研修会、1999/3）
- EDの診断と治療（バイアグラ新発売記念学術講演会（特別講演）、1999/4）
- バイアグラがもたらす影響，日本人の性行動の未来ーバイアグラとピルでどうかわるか（第40回日本哺乳動物卵子学会（オープンフォーラム）、1999/5）
- ED（勃起不全）の診断と治療（荒川区医師会学術講演会（特別講演）、1999/6）
- バイアグラ治療の実際（EDワークショップⅡー循環器編ー（特別講演）．ファイザー製薬（株）主催、1999/6）
- バイアグラの基礎と臨床（第9回日本性機能学会中部地方会（コーヒーブレイクセミナー）、1999/6）
- 一酸化窒素(NO)と生殖 男子性機能とNO（第72回日本内分泌学会学術総会（シンポジウム）、1999/6）
- 男の子の生理．思春期医学（保健研修会（東京都母子保健サービスセンター主催）（特別講演）、1999/7）
- 勃起障害・バイアグラ以降の治療法（剤）の開発（勃起不全治療薬開発セミナー（ソフト技研主催）（特別講演）、1999/9）
- EDの非侵襲的治療，勃起障害の診断と治療ーバイアグラで何が変わったか（第64回日本泌尿器科学会東部総会（イブニングカンファランス）、1999/10）
- バイアグラによる男性不妊症治療（第10回日本性機能学会総会（日本性機能学会メディアチュートリアル）、1999/10）
- 勃起障害とバイアグラ治療（EDクローズドシンポジウム（特別講演）、1999/10）
- バイアグラ治療の実際（VIAGRA Advisory Board Meeting (Urologists, Diabetologists, Cardiologists, Ophthalmologists)（特別講演）、1999/11）
- ED（勃起不全）治療とかかりつけ医の役割-泌尿器科専門医の立場から（第126回医療ジャーナリスト懇話会（特別講演）、2000/5）
- EDの疫学とリスクファクター，Erectile Dysfunction(ED)の診断・治療の現状と将来（第88回日本泌尿器科学会総会（シンポジウム）、2000/6）
- バイアグラ一般，Erectile Dysfunction(ED)の診断・治療の現状と将来（第88回日本泌尿器科学会総会（シンポジウム）、2000/6）
- 陰茎プロステーシス，Erectile Dysfunction(ED)の診断・治療の現状と将来（第88回日本泌尿器科学会総会（シンポジウム）、2000/6）
- バイアグラ認可1年を経過してのED治療の現状（第27回上中越泌尿器科検討会（特別講演）、2000/7）
- 陰茎プロステーシス，ED治療の最前線と21世紀への展望（第11回日本性機能学会総会（シンポジウム）、2000/9）
- 精路閉塞および性機能障害による男性不妊、病態からみた不妊治療の適応と限界（第45回日本不妊学会総会（シンポジウム）、2000/11）
- ED(Erectile Dysfunction)治療の実際（第45回日本不妊学会総会（ランチョンセミナー）、2000/11）
- 男性不妊治療でのバイアグラの有用性（記者会見「バイアグラ発売から2年」（特別講演）．ファイザー製薬（株）主催、2001/4）
- 判別困難な偽バイアグラの経験（記者会見「バイアグラ発売から2年」（特別講演）．ファイザー製薬（株）主催、2001/4）
- バイアグラ治療に対するパートナーの評価（記者会見「バイアグラ発売から2年」（特別講演）．ファイザー製薬（株）主催、2001/4）
- バイアグラ治療と妊娠（第19回日本受精着床学会（ランチョンセミナー）、2001/7）
- 陰茎形成術（第12回日本性機能学会総会（シンポジウム）、2001/9）
- Sexual Dysfunction（第66回日本泌尿器科学会東部総会（ニューフロンティア・レクチャー）、2001/10）
- 若年EDの現状と課題（日本性科学連合 第3回性科学セミナー（シンポジウム）、2001/10）
- 男性の更年期障害について（いい夫婦の日’のクオリティーオブライフセミナー（シンポジウム）、2001/11）
- バイアグラ治療に対するパートナーの評価（第51回日本泌尿器科学会中部総会（サテライトセミナー）、2001/11）
- 男性の性（受胎調節に関する研修会（特別講演）、2002/5）
- 陰茎形成術（第1回Urology Seminar for Japan 21（特別講演）、2002/6）
- 不妊治療における最近の話題ーバイアグラの有用性およびMicrodissection(MD) TESE法ー（ED学術講演会（特別講演）、2003/2）
- 糖尿病とED（第90回日本泌尿器科学会総会（シンポジウム）、2002/4）
- 陰茎形成術、アンドロロジー領域の外科手術（第21回日本アンドロロジー学会総会（シンポジウム）、2002/7）
- EDに対する外科的治療，最近のEDの診断と治療（第13回日本性機能学会総会（教育シンポジウム）、2002/9）
- 男性性機能障害の最近の動向、アンドロロジーの最前線（第67回日本泌尿器科学会東部総会（シンポジウム）、2002/9）
- マスターベーションの方法に問題のあるED患者に対する血行再建術（第13回日本性機能学会東部総会（困難症例検討会）、2003/3）
- 男性の性（受胎調節に関する研修会（特別講演）、2003/5）
- ED治療の最前線ー外科的ストラテジー（平成15年度東京都医師会主催日本医師会生涯教育講座（特別講演）、2003/7）
- 勃起障害の外科的治療（13th Bayer Symposium Advance in Urology: Erectile Dysfunction（シンポジウム）、2003/8）
- 勃起不全(ED)の診断と治療、ED患者のプライマリーケア（第17回東京泌尿器科医会学術集会（特別講演）、2003/9）
- EDの手術療法の詳細、陰茎形成手術（先天性陰茎湾曲症およびペロニー病）（第8回男性不妊手術手技フォーラム（特別講演）、2003/10）
- 男性更年期障害とED/td>（ハルナール発売10周年記念講演会（特別講演）、2003/10）
- 性機能障害診療の現状（第48回日本不妊学会/第21回日本受精着床学会 （ランチョンセミナー）、2003/10）
- 親子で語ろう生と性、男性のセクシュアリティの不思議（東邦大学医学部看護学科「まちの保健室」（特別講演)、2003/10）
- 男性更年期障害（第68回日本泌尿器科学会東部総会（特別講演)、2003/10）
- 薬剤師のための「EDの診断と治療」（江東ブロック病勤薬剤師会平成16年度1月例会（特別講演）、2004/1）
- 身近なED診療（ED治療剤「バイアグラ」発売5周年記念学術講演会（特別講演）、2004/2）
- EDのプライマリーケア（第9回リスクファクターフォーラム（特別講演）、2004/3）
- 本邦における男性更年期障害(PADAM)の現状と展望、今後の取り組みー前立腺疾患への対応を含めて（第92回日本泌尿器科学会総会（シンポ）、2004/4）
- 女性パ−トナ−から見た男性性機能障害、男性性機能に対するパートナーの評価と期待（第92回日本泌尿器科学会総会(教育セミナー)、2004/4）
- ED治療の現状と新しいPDE-5阻害剤レビトラ錠の臨床的意義について〜日本で5年ぶりに承認されたED治療薬の新たな選択肢〜（バイエル薬品EDプレスセミナー(特別講演)、2004/5）
- 実地臨床医のための泌尿器系疾患の知識、生活習慣病とED（日本医師会生涯教育講座Medical Tribune 医学セミナー(特別講演)、2004/5）
- 男性の性（平成16年度助産師学生合同研修会(特別講演)、2004/5）
- 日本における開発時の臨床試験成績,新しいPDE阻害剤レビトラ錠について（レビトラ錠新発売記念講演会(特別講演)、2004/5）
- 新しいED治療薬（レビトラ錠新発売記念講演会(特別講演)、2004/6）
- 男性更年期障害とED（港区医師会三田地区学術講演会（特別講演）、2004/6）
- ED患者のプライマリーケア（第10回日本臨床毛髪学会(ランチョンセミナー)、2004/7）
- 陰茎海綿体の解剖と勃起のメカニズム（第46回日本平滑筋学会総会(特別講演)、2004/7）
- ED治療ー1st choice・2nd choice（高崎市医師会平成16年度第3回学術講演会(特別講演)、2004/7）
- ED診療の実際〜PDE5阻害薬を中心に〜（横須賀市医師会学術講演会(特別講演)、2004/9）
- 思春期男子の性の悩みとその対応（東京都女性のための健康ホットライン相談員研修会(特別講演)、2004/9）
- 東邦大学におけるペロニー病と先天性陰茎彎曲症の治療（第15回日本性機能学会総会（シンポ）、2004/9）
- 勃起障害の外科的治療・その他の性機能障害,性機能障害の診断と治療（第69回日本泌尿器科学会東部総会（卒後・生涯教育プログラム）、2004/9）
- EDのプライマリーケア（EDフォーラム2004秋（特別講演）、2004/10）
- 男性の気になる病気（東日本プラスチック工業厚生年金基金講演会（特別講演）、2004/10）
- EDのプライマリーケア/td>（世田谷区開業医によるED治療勉強会（特別講演）、2004/11）
- 勃起障害の外科的治療・その他の性機能障害,性機能障害の診断と治療（日本泌尿器科学会 卒後・生涯教育プログラム集中コース、2004/12）
- 精路再建・ペロニー病（第36回泌尿器科手術手技関東地区研究会（特別講演）、2005/1）
- 「加齢と性機能障害」 陰茎形成術・陰茎プロステーシス移植術（第18回日本老年泌尿器科学会（シンポ）、2005/5）
- 「加齢と性機能障害」女性性機能障害と女性パートナーから見た男性性機能障害（第18回日本老年泌尿器科学会（シンポ）、2005/5）
- 男の子の体と性の悩み（第24回日本思春期学会総会（ランチョンセミナー）、2005/8）
- 糖尿病によるEDの治療（第16回日本性機能学会総会（シンポ）、2005/9）
- 女性にとって重要なED診療ー勃起不全治療薬を中心に（日本性科学連合第７回性科学セミナー(教育講演)、200511）
- ED;生活習慣病のsentinel disease- 糖尿病患者の性機能障害（ED）治療（第16回日本性機能学会東部総会（シンポ）、2006/2）
- 陰茎手術とPDE5阻害薬（第2回千葉男性性機能障害研究会(特別講演)、2005/9）
- 女性も男性と一緒に考えるED（第1回EDメディアセミナー(特別講演)、2005/9）
- ED－当科における40歳以上の患者の性機能外来の現状（第5回日本Aging Male 研究会(イブニングシンポ)、2005/11）
- 男性更年期について（第20回城南泌尿器疾患懇話会(特別講演)、2006/3）
- State of the Art「よりよい性生活に関する一般調査より」（Better Sex Forum(基調講演)、2006/3）
- 日本人にとっての「豊かなカップルライフ」とは？（Better Sex Forum(パネル)、2006/3）
- ED治療—日米比較—（第17回日本性機能学会東部総会（イブニングセミナー）、2007/2）
- 性機能障害の診断と治療（日本泌尿器科学会 2007年度卒後・生涯教育プログラム（特別講演）、2007/4）
- 陰茎プロステーシス移植手術（第95回日本泌尿器科学会総会(シンポジウム)、2007/4）
- アンドロロジー；難治症例に対する治療戦略を考える「ED」（第72回日本泌尿器科学会東部総会（シンポジウム）、2007/8）
- 新しい勃起不全治療薬シアリスについて，Update of PDE5 Inhibitors as Treatment of ED（第18回日本性機能学会総会（イブニングセミナー）、2007/9）
- 患者満足度の高いED治療を目指して（Better Sex Forum in 東京（パネルディスカッション）、2007/4）
- パートナーからみたED治療（第5回ED診療懇話会（特別講演）、2007/4）
- 日本のED治療に新たな選択肢（レビトラ錠20mg新発売記念講演会（特別講演）、2007/8）
- 次世代の勃起障害治療（Lilly Web講演会（特別講演）、2007 9）
- Urologist training program in Japan（Two years opening ceremony of Andrology Center，Peking University First Hospital，Peking University ＆Symposium of International Uro-Andrologist training program(Lecture)、2007/10）
- アメリカED診療の現況（シアリス錠 発売記念講演会（特別講演）、2007/11）

### 雑誌
- 「Pharma Tribune . 病気について知りたい！臨床講座73.  勃起障害（ED）」（2015年1月15日、(公益財団法人 日本薬剤師研修センター監) メディカルトリビューン）
- 「ダイヤモンドQ」（2015年7月号、ダイヤモンド社）
- 「週刊ポスト」（2015年9月4日号、小学館）
- 「女性セブン」（2015年9月17日号、小学館）
- 「週刊プレイボーイ no.36」（2025年9月7日、集英社）
- 「2016年版　国民のための名医ランキング」（2015年11月11日、桜の花出版/発売：星雲社）
- 「週刊ポスト」（2015年12月18日号、小学館）
- 「週刊朝日」（2016年4月22日増大号、朝日新聞出版）
- 「週刊女性」（2016年6月28日号、主婦と生活社）
- 「週刊プレイボーイ no.31」（2016年8月1日、集英社）
- 「AREA '16.10.24 No.46」（2016年10月24日、朝日新聞出版）
- 「週刊現代」（2017年10月14・21日合併号、講談社）
- 「MEN'S EX」（2018年4月号、世界文化社）
- 「MEN'S EX」（2018年6月号、世界文化社）
- 「けんぽだより」（2018年冬号・新年号	、エスアイ）
- 「病気と健康の新知識  Dr.週刊新潮2019」（2019年1月、新潮社）
- 「週刊ポスト」（2020年1月10日号、小学館）
- 「国民のための名医ランキング2021~2023」（2020年9月1日、発行：桜の花出版/発売：星雲社）
- 「週刊ポスト」（2020年12月4日号、小学館）
- 「週刊朝日」（2021年9月10日号、朝日新聞出版）
- 「週刊女性」（2023年6月27日号、主婦と生活社）「国民のための名医ランキング2024～2026」（2023年11月8日、発行：桜の花出版/発売：星雲社）

出演番組（ラジオ）
- 「ズーム そこまで言うか！」（ニッポン放送、2021年5月4日）
- 「妊活ラジオ」（FM西東京、2022年8月5日）（https://www.youtube.com/watch?v=7cyD3Fm6Zd4 、https://www.youtube.com/watch?v=1oxMwNzt7Zw ）
- 「カラフルブーケ」（文化放送、2023年2月12日）

## 注脚
1. ↑  永尾光一｜プロフィール｜HMV&BOOKS online
2. ↑  当院医師：永尾光一について | 男性不妊治療・手術は銀座リプロ外科
3. ↑  永尾光一｜プロフィール｜HMV&BOOKS online
4. ↑  永尾光一 医師（ながおこういち）｜ドクターズガイド｜時事メディカル｜時事通信の医療ニュースサイト
5. ↑  永尾　光一  | スタッフ紹介 | 東邦大学医療センター大森病院 リプロダクションセンター（泌尿器科）
6. ↑  銀座リプロ外科 - Facebook